# Cladotanytarsus flexus
Cladotanytarsus flexus är en tvåvingeart som beskrevs av Datta, Mazumdar och Chaudhuri 1992. Cladotanytarsus flexus ingår i släktet Cladotanytarsus och familjen fjädermyggor.
Artens utbredningsområde är Västbengalen (Indien). Inga underarter finns listade i Catalogue of Life.